# Бессмертная задача
|   | a | b | c | d | e | f | g | h |   |
| - | --- | --- | --- | --- | --- | --- | --- | --- | - |
| 8 | d8 белый ферзь · f7 чёрный ферзь · h7 чёрный король · e6 чёрная пешка · f6 чёрная пешка · g6 чёрная пешка · c5 белый король · d5 чёрная пешка · f5 белый конь · h5 белый слон · a4 белая ладья · b4 белая ладья · d3 белая пешка · f3 чёрная ладья · e2 чёрный конь · f2 белая пешка · h2 чёрный слон · d1 чёрный слон | d8 белый ферзь · f7 чёрный ферзь · h7 чёрный король · e6 чёрная пешка · f6 чёрная пешка · g6 чёрная пешка · c5 белый король · d5 чёрная пешка · f5 белый конь · h5 белый слон · a4 белая ладья · b4 белая ладья · d3 белая пешка · f3 чёрная ладья · e2 чёрный конь · f2 белая пешка · h2 чёрный слон · d1 чёрный слон | d8 белый ферзь · f7 чёрный ферзь · h7 чёрный король · e6 чёрная пешка · f6 чёрная пешка · g6 чёрная пешка · c5 белый король · d5 чёрная пешка · f5 белый конь · h5 белый слон · a4 белая ладья · b4 белая ладья · d3 белая пешка · f3 чёрная ладья · e2 чёрный конь · f2 белая пешка · h2 чёрный слон · d1 чёрный слон | d8 белый ферзь · f7 чёрный ферзь · h7 чёрный король · e6 чёрная пешка · f6 чёрная пешка · g6 чёрная пешка · c5 белый король · d5 чёрная пешка · f5 белый конь · h5 белый слон · a4 белая ладья · b4 белая ладья · d3 белая пешка · f3 чёрная ладья · e2 чёрный конь · f2 белая пешка · h2 чёрный слон · d1 чёрный слон | d8 белый ферзь · f7 чёрный ферзь · h7 чёрный король · e6 чёрная пешка · f6 чёрная пешка · g6 чёрная пешка · c5 белый король · d5 чёрная пешка · f5 белый конь · h5 белый слон · a4 белая ладья · b4 белая ладья · d3 белая пешка · f3 чёрная ладья · e2 чёрный конь · f2 белая пешка · h2 чёрный слон · d1 чёрный слон | d8 белый ферзь · f7 чёрный ферзь · h7 чёрный король · e6 чёрная пешка · f6 чёрная пешка · g6 чёрная пешка · c5 белый король · d5 чёрная пешка · f5 белый конь · h5 белый слон · a4 белая ладья · b4 белая ладья · d3 белая пешка · f3 чёрная ладья · e2 чёрный конь · f2 белая пешка · h2 чёрный слон · d1 чёрный слон | d8 белый ферзь · f7 чёрный ферзь · h7 чёрный король · e6 чёрная пешка · f6 чёрная пешка · g6 чёрная пешка · c5 белый король · d5 чёрная пешка · f5 белый конь · h5 белый слон · a4 белая ладья · b4 белая ладья · d3 белая пешка · f3 чёрная ладья · e2 чёрный конь · f2 белая пешка · h2 чёрный слон · d1 чёрный слон | d8 белый ферзь · f7 чёрный ферзь · h7 чёрный король · e6 чёрная пешка · f6 чёрная пешка · g6 чёрная пешка · c5 белый король · d5 чёрная пешка · f5 белый конь · h5 белый слон · a4 белая ладья · b4 белая ладья · d3 белая пешка · f3 чёрная ладья · e2 чёрный конь · f2 белая пешка · h2 чёрный слон · d1 чёрный слон | 8 |
| 7 | d8 белый ферзь · f7 чёрный ферзь · h7 чёрный король · e6 чёрная пешка · f6 чёрная пешка · g6 чёрная пешка · c5 белый король · d5 чёрная пешка · f5 белый конь · h5 белый слон · a4 белая ладья · b4 белая ладья · d3 белая пешка · f3 чёрная ладья · e2 чёрный конь · f2 белая пешка · h2 чёрный слон · d1 чёрный слон | d8 белый ферзь · f7 чёрный ферзь · h7 чёрный король · e6 чёрная пешка · f6 чёрная пешка · g6 чёрная пешка · c5 белый король · d5 чёрная пешка · f5 белый конь · h5 белый слон · a4 белая ладья · b4 белая ладья · d3 белая пешка · f3 чёрная ладья · e2 чёрный конь · f2 белая пешка · h2 чёрный слон · d1 чёрный слон | d8 белый ферзь · f7 чёрный ферзь · h7 чёрный король · e6 чёрная пешка · f6 чёрная пешка · g6 чёрная пешка · c5 белый король · d5 чёрная пешка · f5 белый конь · h5 белый слон · a4 белая ладья · b4 белая ладья · d3 белая пешка · f3 чёрная ладья · e2 чёрный конь · f2 белая пешка · h2 чёрный слон · d1 чёрный слон | d8 белый ферзь · f7 чёрный ферзь · h7 чёрный король · e6 чёрная пешка · f6 чёрная пешка · g6 чёрная пешка · c5 белый король · d5 чёрная пешка · f5 белый конь · h5 белый слон · a4 белая ладья · b4 белая ладья · d3 белая пешка · f3 чёрная ладья · e2 чёрный конь · f2 белая пешка · h2 чёрный слон · d1 чёрный слон | d8 белый ферзь · f7 чёрный ферзь · h7 чёрный король · e6 чёрная пешка · f6 чёрная пешка · g6 чёрная пешка · c5 белый король · d5 чёрная пешка · f5 белый конь · h5 белый слон · a4 белая ладья · b4 белая ладья · d3 белая пешка · f3 чёрная ладья · e2 чёрный конь · f2 белая пешка · h2 чёрный слон · d1 чёрный слон | d8 белый ферзь · f7 чёрный ферзь · h7 чёрный король · e6 чёрная пешка · f6 чёрная пешка · g6 чёрная пешка · c5 белый король · d5 чёрная пешка · f5 белый конь · h5 белый слон · a4 белая ладья · b4 белая ладья · d3 белая пешка · f3 чёрная ладья · e2 чёрный конь · f2 белая пешка · h2 чёрный слон · d1 чёрный слон | d8 белый ферзь · f7 чёрный ферзь · h7 чёрный король · e6 чёрная пешка · f6 чёрная пешка · g6 чёрная пешка · c5 белый король · d5 чёрная пешка · f5 белый конь · h5 белый слон · a4 белая ладья · b4 белая ладья · d3 белая пешка · f3 чёрная ладья · e2 чёрный конь · f2 белая пешка · h2 чёрный слон · d1 чёрный слон | d8 белый ферзь · f7 чёрный ферзь · h7 чёрный король · e6 чёрная пешка · f6 чёрная пешка · g6 чёрная пешка · c5 белый король · d5 чёрная пешка · f5 белый конь · h5 белый слон · a4 белая ладья · b4 белая ладья · d3 белая пешка · f3 чёрная ладья · e2 чёрный конь · f2 белая пешка · h2 чёрный слон · d1 чёрный слон | 7 |
| 6 | d8 белый ферзь · f7 чёрный ферзь · h7 чёрный король · e6 чёрная пешка · f6 чёрная пешка · g6 чёрная пешка · c5 белый король · d5 чёрная пешка · f5 белый конь · h5 белый слон · a4 белая ладья · b4 белая ладья · d3 белая пешка · f3 чёрная ладья · e2 чёрный конь · f2 белая пешка · h2 чёрный слон · d1 чёрный слон | d8 белый ферзь · f7 чёрный ферзь · h7 чёрный король · e6 чёрная пешка · f6 чёрная пешка · g6 чёрная пешка · c5 белый король · d5 чёрная пешка · f5 белый конь · h5 белый слон · a4 белая ладья · b4 белая ладья · d3 белая пешка · f3 чёрная ладья · e2 чёрный конь · f2 белая пешка · h2 чёрный слон · d1 чёрный слон | d8 белый ферзь · f7 чёрный ферзь · h7 чёрный король · e6 чёрная пешка · f6 чёрная пешка · g6 чёрная пешка · c5 белый король · d5 чёрная пешка · f5 белый конь · h5 белый слон · a4 белая ладья · b4 белая ладья · d3 белая пешка · f3 чёрная ладья · e2 чёрный конь · f2 белая пешка · h2 чёрный слон · d1 чёрный слон | d8 белый ферзь · f7 чёрный ферзь · h7 чёрный король · e6 чёрная пешка · f6 чёрная пешка · g6 чёрная пешка · c5 белый король · d5 чёрная пешка · f5 белый конь · h5 белый слон · a4 белая ладья · b4 белая ладья · d3 белая пешка · f3 чёрная ладья · e2 чёрный конь · f2 белая пешка · h2 чёрный слон · d1 чёрный слон | d8 белый ферзь · f7 чёрный ферзь · h7 чёрный король · e6 чёрная пешка · f6 чёрная пешка · g6 чёрная пешка · c5 белый король · d5 чёрная пешка · f5 белый конь · h5 белый слон · a4 белая ладья · b4 белая ладья · d3 белая пешка · f3 чёрная ладья · e2 чёрный конь · f2 белая пешка · h2 чёрный слон · d1 чёрный слон | d8 белый ферзь · f7 чёрный ферзь · h7 чёрный король · e6 чёрная пешка · f6 чёрная пешка · g6 чёрная пешка · c5 белый король · d5 чёрная пешка · f5 белый конь · h5 белый слон · a4 белая ладья · b4 белая ладья · d3 белая пешка · f3 чёрная ладья · e2 чёрный конь · f2 белая пешка · h2 чёрный слон · d1 чёрный слон | d8 белый ферзь · f7 чёрный ферзь · h7 чёрный король · e6 чёрная пешка · f6 чёрная пешка · g6 чёрная пешка · c5 белый король · d5 чёрная пешка · f5 белый конь · h5 белый слон · a4 белая ладья · b4 белая ладья · d3 белая пешка · f3 чёрная ладья · e2 чёрный конь · f2 белая пешка · h2 чёрный слон · d1 чёрный слон | d8 белый ферзь · f7 чёрный ферзь · h7 чёрный король · e6 чёрная пешка · f6 чёрная пешка · g6 чёрная пешка · c5 белый король · d5 чёрная пешка · f5 белый конь · h5 белый слон · a4 белая ладья · b4 белая ладья · d3 белая пешка · f3 чёрная ладья · e2 чёрный конь · f2 белая пешка · h2 чёрный слон · d1 чёрный слон | 6 |
| 5 | d8 белый ферзь · f7 чёрный ферзь · h7 чёрный король · e6 чёрная пешка · f6 чёрная пешка · g6 чёрная пешка · c5 белый король · d5 чёрная пешка · f5 белый конь · h5 белый слон · a4 белая ладья · b4 белая ладья · d3 белая пешка · f3 чёрная ладья · e2 чёрный конь · f2 белая пешка · h2 чёрный слон · d1 чёрный слон | d8 белый ферзь · f7 чёрный ферзь · h7 чёрный король · e6 чёрная пешка · f6 чёрная пешка · g6 чёрная пешка · c5 белый король · d5 чёрная пешка · f5 белый конь · h5 белый слон · a4 белая ладья · b4 белая ладья · d3 белая пешка · f3 чёрная ладья · e2 чёрный конь · f2 белая пешка · h2 чёрный слон · d1 чёрный слон | d8 белый ферзь · f7 чёрный ферзь · h7 чёрный король · e6 чёрная пешка · f6 чёрная пешка · g6 чёрная пешка · c5 белый король · d5 чёрная пешка · f5 белый конь · h5 белый слон · a4 белая ладья · b4 белая ладья · d3 белая пешка · f3 чёрная ладья · e2 чёрный конь · f2 белая пешка · h2 чёрный слон · d1 чёрный слон | d8 белый ферзь · f7 чёрный ферзь · h7 чёрный король · e6 чёрная пешка · f6 чёрная пешка · g6 чёрная пешка · c5 белый король · d5 чёрная пешка · f5 белый конь · h5 белый слон · a4 белая ладья · b4 белая ладья · d3 белая пешка · f3 чёрная ладья · e2 чёрный конь · f2 белая пешка · h2 чёрный слон · d1 чёрный слон | d8 белый ферзь · f7 чёрный ферзь · h7 чёрный король · e6 чёрная пешка · f6 чёрная пешка · g6 чёрная пешка · c5 белый король · d5 чёрная пешка · f5 белый конь · h5 белый слон · a4 белая ладья · b4 белая ладья · d3 белая пешка · f3 чёрная ладья · e2 чёрный конь · f2 белая пешка · h2 чёрный слон · d1 чёрный слон | d8 белый ферзь · f7 чёрный ферзь · h7 чёрный король · e6 чёрная пешка · f6 чёрная пешка · g6 чёрная пешка · c5 белый король · d5 чёрная пешка · f5 белый конь · h5 белый слон · a4 белая ладья · b4 белая ладья · d3 белая пешка · f3 чёрная ладья · e2 чёрный конь · f2 белая пешка · h2 чёрный слон · d1 чёрный слон | d8 белый ферзь · f7 чёрный ферзь · h7 чёрный король · e6 чёрная пешка · f6 чёрная пешка · g6 чёрная пешка · c5 белый король · d5 чёрная пешка · f5 белый конь · h5 белый слон · a4 белая ладья · b4 белая ладья · d3 белая пешка · f3 чёрная ладья · e2 чёрный конь · f2 белая пешка · h2 чёрный слон · d1 чёрный слон | d8 белый ферзь · f7 чёрный ферзь · h7 чёрный король · e6 чёрная пешка · f6 чёрная пешка · g6 чёрная пешка · c5 белый король · d5 чёрная пешка · f5 белый конь · h5 белый слон · a4 белая ладья · b4 белая ладья · d3 белая пешка · f3 чёрная ладья · e2 чёрный конь · f2 белая пешка · h2 чёрный слон · d1 чёрный слон | 5 |
| 4 | d8 белый ферзь · f7 чёрный ферзь · h7 чёрный король · e6 чёрная пешка · f6 чёрная пешка · g6 чёрная пешка · c5 белый король · d5 чёрная пешка · f5 белый конь · h5 белый слон · a4 белая ладья · b4 белая ладья · d3 белая пешка · f3 чёрная ладья · e2 чёрный конь · f2 белая пешка · h2 чёрный слон · d1 чёрный слон | d8 белый ферзь · f7 чёрный ферзь · h7 чёрный король · e6 чёрная пешка · f6 чёрная пешка · g6 чёрная пешка · c5 белый король · d5 чёрная пешка · f5 белый конь · h5 белый слон · a4 белая ладья · b4 белая ладья · d3 белая пешка · f3 чёрная ладья · e2 чёрный конь · f2 белая пешка · h2 чёрный слон · d1 чёрный слон | d8 белый ферзь · f7 чёрный ферзь · h7 чёрный король · e6 чёрная пешка · f6 чёрная пешка · g6 чёрная пешка · c5 белый король · d5 чёрная пешка · f5 белый конь · h5 белый слон · a4 белая ладья · b4 белая ладья · d3 белая пешка · f3 чёрная ладья · e2 чёрный конь · f2 белая пешка · h2 чёрный слон · d1 чёрный слон | d8 белый ферзь · f7 чёрный ферзь · h7 чёрный король · e6 чёрная пешка · f6 чёрная пешка · g6 чёрная пешка · c5 белый король · d5 чёрная пешка · f5 белый конь · h5 белый слон · a4 белая ладья · b4 белая ладья · d3 белая пешка · f3 чёрная ладья · e2 чёрный конь · f2 белая пешка · h2 чёрный слон · d1 чёрный слон | d8 белый ферзь · f7 чёрный ферзь · h7 чёрный король · e6 чёрная пешка · f6 чёрная пешка · g6 чёрная пешка · c5 белый король · d5 чёрная пешка · f5 белый конь · h5 белый слон · a4 белая ладья · b4 белая ладья · d3 белая пешка · f3 чёрная ладья · e2 чёрный конь · f2 белая пешка · h2 чёрный слон · d1 чёрный слон | d8 белый ферзь · f7 чёрный ферзь · h7 чёрный король · e6 чёрная пешка · f6 чёрная пешка · g6 чёрная пешка · c5 белый король · d5 чёрная пешка · f5 белый конь · h5 белый слон · a4 белая ладья · b4 белая ладья · d3 белая пешка · f3 чёрная ладья · e2 чёрный конь · f2 белая пешка · h2 чёрный слон · d1 чёрный слон | d8 белый ферзь · f7 чёрный ферзь · h7 чёрный король · e6 чёрная пешка · f6 чёрная пешка · g6 чёрная пешка · c5 белый король · d5 чёрная пешка · f5 белый конь · h5 белый слон · a4 белая ладья · b4 белая ладья · d3 белая пешка · f3 чёрная ладья · e2 чёрный конь · f2 белая пешка · h2 чёрный слон · d1 чёрный слон | d8 белый ферзь · f7 чёрный ферзь · h7 чёрный король · e6 чёрная пешка · f6 чёрная пешка · g6 чёрная пешка · c5 белый король · d5 чёрная пешка · f5 белый конь · h5 белый слон · a4 белая ладья · b4 белая ладья · d3 белая пешка · f3 чёрная ладья · e2 чёрный конь · f2 белая пешка · h2 чёрный слон · d1 чёрный слон | 4 |
| 3 | d8 белый ферзь · f7 чёрный ферзь · h7 чёрный король · e6 чёрная пешка · f6 чёрная пешка · g6 чёрная пешка · c5 белый король · d5 чёрная пешка · f5 белый конь · h5 белый слон · a4 белая ладья · b4 белая ладья · d3 белая пешка · f3 чёрная ладья · e2 чёрный конь · f2 белая пешка · h2 чёрный слон · d1 чёрный слон | d8 белый ферзь · f7 чёрный ферзь · h7 чёрный король · e6 чёрная пешка · f6 чёрная пешка · g6 чёрная пешка · c5 белый король · d5 чёрная пешка · f5 белый конь · h5 белый слон · a4 белая ладья · b4 белая ладья · d3 белая пешка · f3 чёрная ладья · e2 чёрный конь · f2 белая пешка · h2 чёрный слон · d1 чёрный слон | d8 белый ферзь · f7 чёрный ферзь · h7 чёрный король · e6 чёрная пешка · f6 чёрная пешка · g6 чёрная пешка · c5 белый король · d5 чёрная пешка · f5 белый конь · h5 белый слон · a4 белая ладья · b4 белая ладья · d3 белая пешка · f3 чёрная ладья · e2 чёрный конь · f2 белая пешка · h2 чёрный слон · d1 чёрный слон | d8 белый ферзь · f7 чёрный ферзь · h7 чёрный король · e6 чёрная пешка · f6 чёрная пешка · g6 чёрная пешка · c5 белый король · d5 чёрная пешка · f5 белый конь · h5 белый слон · a4 белая ладья · b4 белая ладья · d3 белая пешка · f3 чёрная ладья · e2 чёрный конь · f2 белая пешка · h2 чёрный слон · d1 чёрный слон | d8 белый ферзь · f7 чёрный ферзь · h7 чёрный король · e6 чёрная пешка · f6 чёрная пешка · g6 чёрная пешка · c5 белый король · d5 чёрная пешка · f5 белый конь · h5 белый слон · a4 белая ладья · b4 белая ладья · d3 белая пешка · f3 чёрная ладья · e2 чёрный конь · f2 белая пешка · h2 чёрный слон · d1 чёрный слон | d8 белый ферзь · f7 чёрный ферзь · h7 чёрный король · e6 чёрная пешка · f6 чёрная пешка · g6 чёрная пешка · c5 белый король · d5 чёрная пешка · f5 белый конь · h5 белый слон · a4 белая ладья · b4 белая ладья · d3 белая пешка · f3 чёрная ладья · e2 чёрный конь · f2 белая пешка · h2 чёрный слон · d1 чёрный слон | d8 белый ферзь · f7 чёрный ферзь · h7 чёрный король · e6 чёрная пешка · f6 чёрная пешка · g6 чёрная пешка · c5 белый король · d5 чёрная пешка · f5 белый конь · h5 белый слон · a4 белая ладья · b4 белая ладья · d3 белая пешка · f3 чёрная ладья · e2 чёрный конь · f2 белая пешка · h2 чёрный слон · d1 чёрный слон | d8 белый ферзь · f7 чёрный ферзь · h7 чёрный король · e6 чёрная пешка · f6 чёрная пешка · g6 чёрная пешка · c5 белый король · d5 чёрная пешка · f5 белый конь · h5 белый слон · a4 белая ладья · b4 белая ладья · d3 белая пешка · f3 чёрная ладья · e2 чёрный конь · f2 белая пешка · h2 чёрный слон · d1 чёрный слон | 3 |
| 2 | d8 белый ферзь · f7 чёрный ферзь · h7 чёрный король · e6 чёрная пешка · f6 чёрная пешка · g6 чёрная пешка · c5 белый король · d5 чёрная пешка · f5 белый конь · h5 белый слон · a4 белая ладья · b4 белая ладья · d3 белая пешка · f3 чёрная ладья · e2 чёрный конь · f2 белая пешка · h2 чёрный слон · d1 чёрный слон | d8 белый ферзь · f7 чёрный ферзь · h7 чёрный король · e6 чёрная пешка · f6 чёрная пешка · g6 чёрная пешка · c5 белый король · d5 чёрная пешка · f5 белый конь · h5 белый слон · a4 белая ладья · b4 белая ладья · d3 белая пешка · f3 чёрная ладья · e2 чёрный конь · f2 белая пешка · h2 чёрный слон · d1 чёрный слон | d8 белый ферзь · f7 чёрный ферзь · h7 чёрный король · e6 чёрная пешка · f6 чёрная пешка · g6 чёрная пешка · c5 белый король · d5 чёрная пешка · f5 белый конь · h5 белый слон · a4 белая ладья · b4 белая ладья · d3 белая пешка · f3 чёрная ладья · e2 чёрный конь · f2 белая пешка · h2 чёрный слон · d1 чёрный слон | d8 белый ферзь · f7 чёрный ферзь · h7 чёрный король · e6 чёрная пешка · f6 чёрная пешка · g6 чёрная пешка · c5 белый король · d5 чёрная пешка · f5 белый конь · h5 белый слон · a4 белая ладья · b4 белая ладья · d3 белая пешка · f3 чёрная ладья · e2 чёрный конь · f2 белая пешка · h2 чёрный слон · d1 чёрный слон | d8 белый ферзь · f7 чёрный ферзь · h7 чёрный король · e6 чёрная пешка · f6 чёрная пешка · g6 чёрная пешка · c5 белый король · d5 чёрная пешка · f5 белый конь · h5 белый слон · a4 белая ладья · b4 белая ладья · d3 белая пешка · f3 чёрная ладья · e2 чёрный конь · f2 белая пешка · h2 чёрный слон · d1 чёрный слон | d8 белый ферзь · f7 чёрный ферзь · h7 чёрный король · e6 чёрная пешка · f6 чёрная пешка · g6 чёрная пешка · c5 белый король · d5 чёрная пешка · f5 белый конь · h5 белый слон · a4 белая ладья · b4 белая ладья · d3 белая пешка · f3 чёрная ладья · e2 чёрный конь · f2 белая пешка · h2 чёрный слон · d1 чёрный слон | d8 белый ферзь · f7 чёрный ферзь · h7 чёрный король · e6 чёрная пешка · f6 чёрная пешка · g6 чёрная пешка · c5 белый король · d5 чёрная пешка · f5 белый конь · h5 белый слон · a4 белая ладья · b4 белая ладья · d3 белая пешка · f3 чёрная ладья · e2 чёрный конь · f2 белая пешка · h2 чёрный слон · d1 чёрный слон | d8 белый ферзь · f7 чёрный ферзь · h7 чёрный король · e6 чёрная пешка · f6 чёрная пешка · g6 чёрная пешка · c5 белый король · d5 чёрная пешка · f5 белый конь · h5 белый слон · a4 белая ладья · b4 белая ладья · d3 белая пешка · f3 чёрная ладья · e2 чёрный конь · f2 белая пешка · h2 чёрный слон · d1 чёрный слон | 2 |
| 1 | d8 белый ферзь · f7 чёрный ферзь · h7 чёрный король · e6 чёрная пешка · f6 чёрная пешка · g6 чёрная пешка · c5 белый король · d5 чёрная пешка · f5 белый конь · h5 белый слон · a4 белая ладья · b4 белая ладья · d3 белая пешка · f3 чёрная ладья · e2 чёрный конь · f2 белая пешка · h2 чёрный слон · d1 чёрный слон | d8 белый ферзь · f7 чёрный ферзь · h7 чёрный король · e6 чёрная пешка · f6 чёрная пешка · g6 чёрная пешка · c5 белый король · d5 чёрная пешка · f5 белый конь · h5 белый слон · a4 белая ладья · b4 белая ладья · d3 белая пешка · f3 чёрная ладья · e2 чёрный конь · f2 белая пешка · h2 чёрный слон · d1 чёрный слон | d8 белый ферзь · f7 чёрный ферзь · h7 чёрный король · e6 чёрная пешка · f6 чёрная пешка · g6 чёрная пешка · c5 белый король · d5 чёрная пешка · f5 белый конь · h5 белый слон · a4 белая ладья · b4 белая ладья · d3 белая пешка · f3 чёрная ладья · e2 чёрный конь · f2 белая пешка · h2 чёрный слон · d1 чёрный слон | d8 белый ферзь · f7 чёрный ферзь · h7 чёрный король · e6 чёрная пешка · f6 чёрная пешка · g6 чёрная пешка · c5 белый король · d5 чёрная пешка · f5 белый конь · h5 белый слон · a4 белая ладья · b4 белая ладья · d3 белая пешка · f3 чёрная ладья · e2 чёрный конь · f2 белая пешка · h2 чёрный слон · d1 чёрный слон | d8 белый ферзь · f7 чёрный ферзь · h7 чёрный король · e6 чёрная пешка · f6 чёрная пешка · g6 чёрная пешка · c5 белый король · d5 чёрная пешка · f5 белый конь · h5 белый слон · a4 белая ладья · b4 белая ладья · d3 белая пешка · f3 чёрная ладья · e2 чёрный конь · f2 белая пешка · h2 чёрный слон · d1 чёрный слон | d8 белый ферзь · f7 чёрный ферзь · h7 чёрный король · e6 чёрная пешка · f6 чёрная пешка · g6 чёрная пешка · c5 белый король · d5 чёрная пешка · f5 белый конь · h5 белый слон · a4 белая ладья · b4 белая ладья · d3 белая пешка · f3 чёрная ладья · e2 чёрный конь · f2 белая пешка · h2 чёрный слон · d1 чёрный слон | d8 белый ферзь · f7 чёрный ферзь · h7 чёрный король · e6 чёрная пешка · f6 чёрная пешка · g6 чёрная пешка · c5 белый король · d5 чёрная пешка · f5 белый конь · h5 белый слон · a4 белая ладья · b4 белая ладья · d3 белая пешка · f3 чёрная ладья · e2 чёрный конь · f2 белая пешка · h2 чёрный слон · d1 чёрный слон | d8 белый ферзь · f7 чёрный ферзь · h7 чёрный король · e6 чёрная пешка · f6 чёрная пешка · g6 чёрная пешка · c5 белый король · d5 чёрная пешка · f5 белый конь · h5 белый слон · a4 белая ладья · b4 белая ладья · d3 белая пешка · f3 чёрная ладья · e2 чёрный конь · f2 белая пешка · h2 чёрный слон · d1 чёрный слон | 1 |
|   | a | b | c | d | e | f | g | h |   |

«Бессмертная задача» — название, которое получила от современников шахматная задача австрийского шахматного композитора Конрада Байера. Впервые опубликована 16 августа 1851 года в лейпцигской «Illustrirte Zeitung», хотя порой источником указывают лондонскую «The Era» за 1856 год. Названа по аналогии с известной «бессмертной партией».
В задаче белые эффектно жертвуют все свои фигуры и дают мат единственной белой пешкой, которая у них осталась (см. Диаграмма). Решение: 1. Лb7! Ф:b7 2. С:g6+ Кр:g6 3. Фg8+ Кр:f5 4. Фg4+ Крe5 5. Фh5+ Лf5 6. f4+ С:f4 7. Ф:e2+ С:e2 8. Лe4+ de 9. d4#!
Впоследствии композиторы возвращались к произведению К. Байера, совершенствуя идею многочисленных эффектных жертв. Известным этюдом с такой идеей стал «Это было недавно, это было давно» в 1967 году советского шахматного композитора А. П. Казанцева. Этюд хотя и следует бессмертной задаче, но оформлен в соответствии с современными требованиями композиции: жертвы белых фигур не сопровождаются «избиением» чёрных, а в заключительной позиции нет ни одного статиста (ненужной белой или чёрной фигуры).